# Saylac
Saylac (som. Saylac, arab. زيلع, Zajla, ang. Zeila) – miasto portowe w północno-zachodniej Somalii, w regionie Awdal, położone nad Zatoką Adeńską, ok. 25 km na wschód od granicy dżibutyjsko-somalijskiej. Miasto kontrolowane jest przez nieuznawany na arenie międzynarodowej Somaliland. Według danych szacunkowych miasto liczy 1226 mieszkańców.
Od IX do końca XIX wieku miasto było głównym arabskim portem na somalijskim wybrzeżu, służącym za centrum handlu pomiędzy chrześcijańską Etiopią (początkowo Aksumem) a państwami arabskimi. Etiopczycy sprzedawali głównie kość słoniową, niewolników, skóry i kadzidła, w zamian otrzymując arabskie tkaniny i wyroby z metali. W XIX wieku Saylac stał się obiektem zainteresowania europejskich potęg kolonialnych, ostatecznie zostając częścią Somali Brytyjskiego. Wybudowanie linii kolejowej prowadzącej z Addis Abeby do oddalonego od Saylac ok. 45 km portu w Dżibuti spowodowało, że miasto straciło na znaczeniu.
W końcu lat 80. XX wieku Saylac była często bombardowana przez rząd Somalii i prawie wszystkie budynki zostały zniszczone całkowicie lub częściowo, w tym zabytki. Mieszkańcy przenieśli się do sąsiednich miast, Lughayi, Booramy i Gabileyu. Miasto odbudowano dzięki środkom przesyłanym przez krewnych przebywających na Zachodzie. Rozwinął się też handel i rybołówstwo. Jest to obecnie 25-tysięczna miejscowość, zamieszkana głównie przez przedstawicieli podklanu Ase Maxamed z plemienia Gadabursi.